# Vườn quốc gia Mu Ko Phetra
Vườn quốc gia Mu Ko Phetra là một vườn quốc gia biển ở Biển Andaman của Thái Lan với phần lớn diện tích bờ biển không bị con người can thiệp, vùng nước và 30 đảo nằm ở phía nam của Tỉnh Trang và phía bắc của Tỉnh Satun. Vườn quốc gia này được thành lập ngày 31/12/1984, đây là vườn quốc gia thứ 49 và là vườn biển thứ 14 của Thái Lan.
94.74% hay 468,38 km²/494,38 km² của vườn quốc gia này là mặt nước. Hai hòn đảo lớn nhất của khu vườn này là Ko Phetra (เกาะเภตรา) (tên của vườn này lấy theo tên của đảo này) và đảo Ko Khao Yai (เกาะเขาใหญ่). 
Nhiều hòn đảo của vườn quốc gia này là nơi rùa biển đẻ trứng. Vườn này cũng tập trung nhiều rặng san hô. Nhiều đảo trong khu vườn này bao gồm những rặng san hô và đá vôi dốc và các bãi biển nhỏ. Những nơi này vẫn là nơi tạm cư của ngư dân trong mùa đánh bắt cá.
Trong những hang động của các vách núi ở trên các vách cheo leo là nơi chim yến làm tổ đẻ trứng. Nhiều hòn đảo đã được chuyển nhượng trong nhiều thập kỷ để khai thác tổ yến (yến sào). Các đảo này được đánh giá cao và được bảo vệ bằng vũ trang.
Tọa độ 6°51′0″B 99°32′0″Đ / 6,85°B 99,53333°Đ.

## Đảo Trang

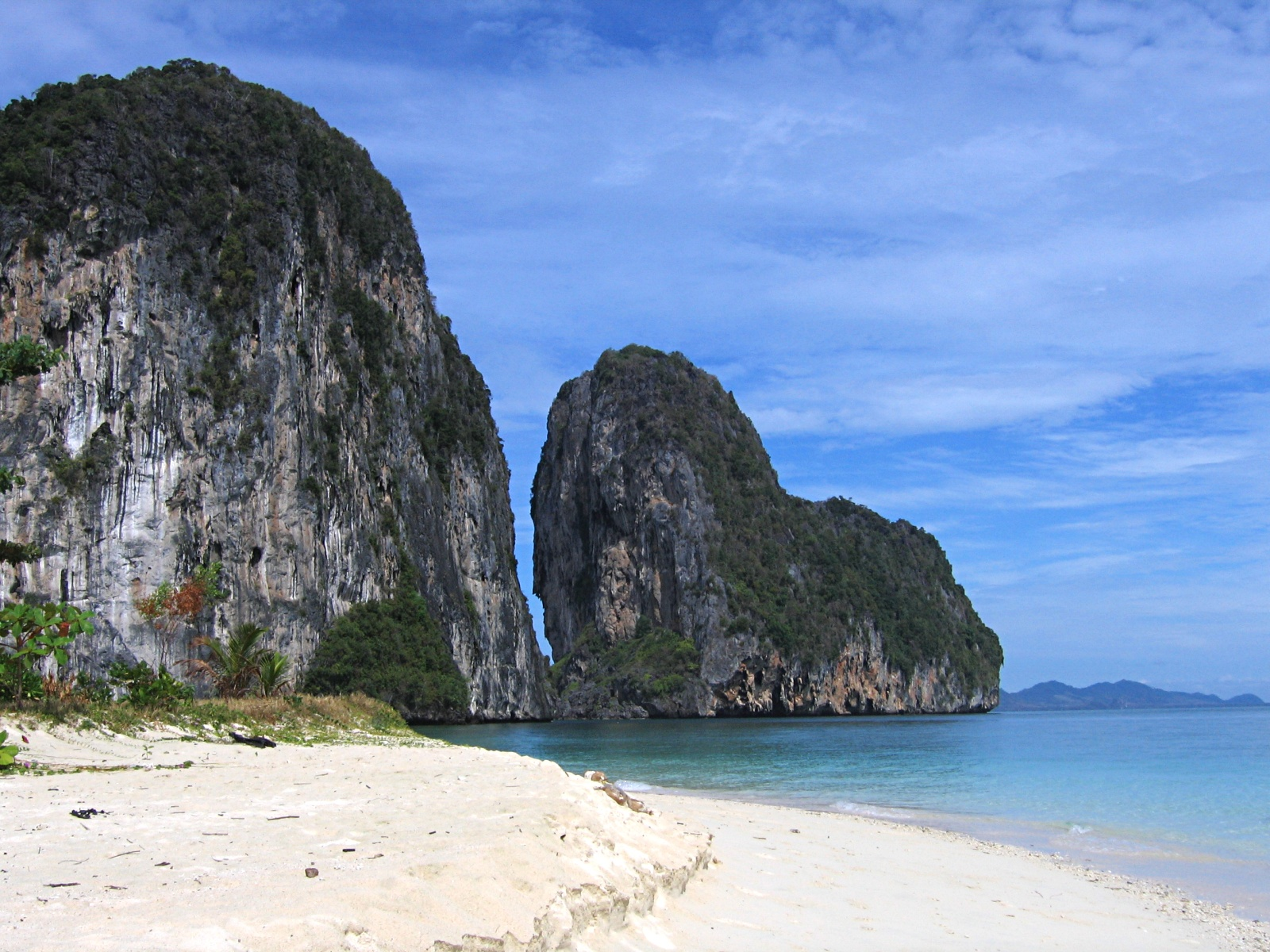
Ko Lao Liang Tai

- Ko Lao Liang thực sự bao gồm 2 đảo giống nhau, cách nhau 300 m, gồm: Ko Lao Liang Nuea (เกาะเหลาเหลียงเหนือ, hay cũng gọi Ko Lao Liang Nong, เกาะเหลาเหลียงน้อง) là đảo nhỏ hơn, và Ko Lao Liang Tai (เกาะเหลาเหลียงใต้, cũng gọi là Ko Lao Liang Phi เกาะเหลาเหลียงพี่), đảo lớn hơn. Cả hai đều có bãi biển nhỏ và có yến sào. Khu vực chung quanh các đảo này là các rặng san hô được sử dụng cho du khách lặn.

## Các đảo Satun
- Ko Phetra (เกาะเภตรา) là một đảo với các mỏm đá hình kỳ quái, có yến sào và dịch vụ lặn.
- Ko Lidi (เกาะลิดี) là một đảo khá lớn với bãi biển.
- Ko Khao Yai (เกาะเขาใหญ่), đảo lớn nhất với các rặng đá vôi trong giống tòa lâu đài. Một phần của đảo này là Ao Kam Poo (อ่าวก้ามปู) - một vịnh rộng 700 m với thác nước và suối. Đây là nơi rùa biển đẻ trứng.
- Ko Bulon (เกาะบุโหลน), một hòn đảo đẹp với nước biển sạch và rặng san hô. Đây là nơi tham quan ưa thích của du khách đến vườn quốc gia này.

## Các bãi biển
- Bãi Rawai (หาดราไว), không phải là bãi biển có cùng tên gọi ở tỉnh Phuket, là một bãi biển dài 3,5 km ở đất liền. Đây là nơi cắm trại phổ biến.